# Gemeenschap Sant'Egidio

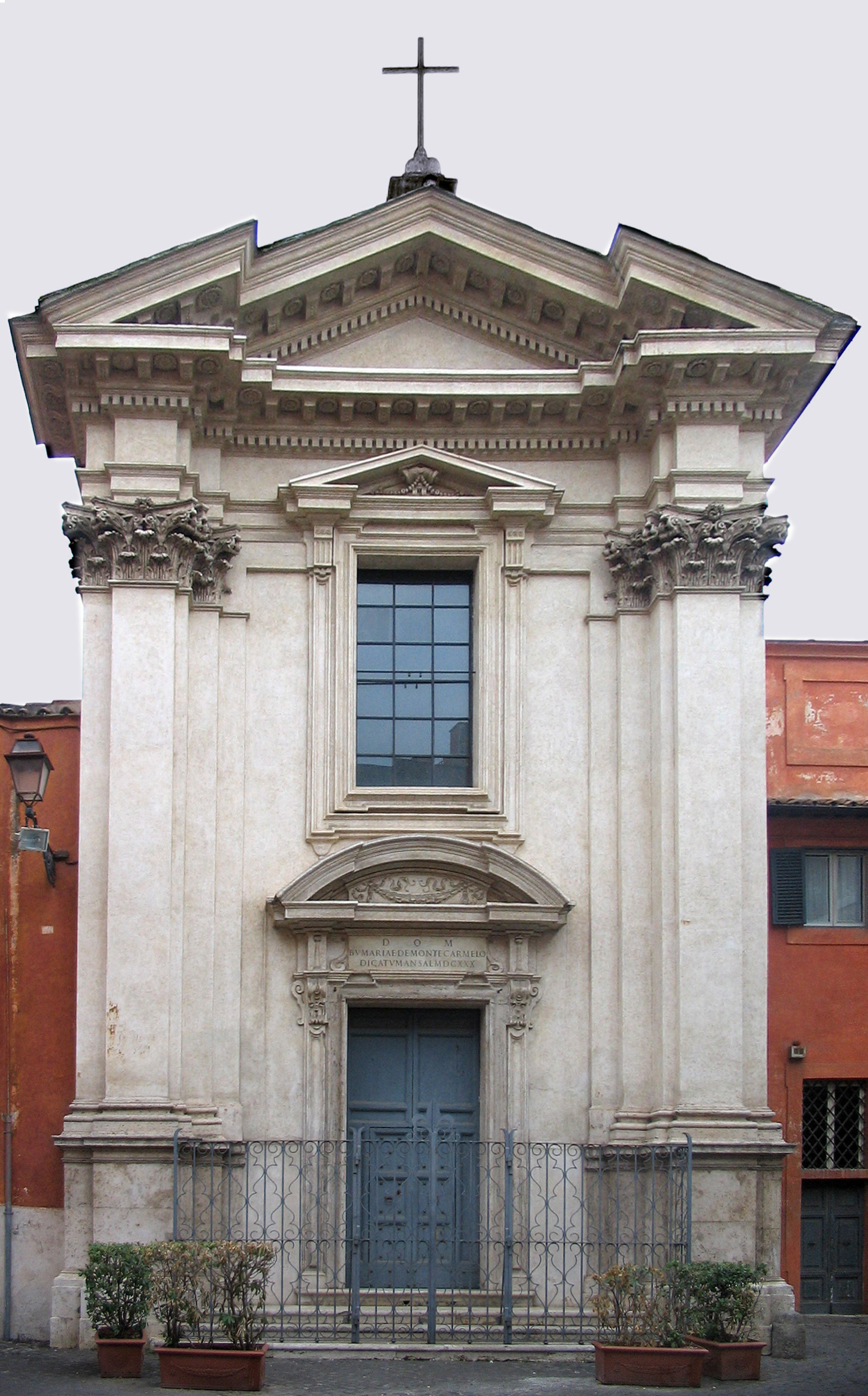
De kerk van Sant’Egidio, centrum van de Gemeenschap Sant'Egidio

De Gemeenschap van Sant'Egidio is een katholieke geloofsgemeenschap van leken die door de Kerk wordt erkend. In 2008 telde ze 40.000 leden en was aanwezig in meer dan zestig landen van alle continenten. De leden komen samen voor het gebed en knopen vriendschap aan met de armsten van de eigen stad.

## Geschiedenis
In 1968 ontstond de gemeenschap in Rome op initiatief van de toen 18-jarige student geschiedenis Andrea Riccardi. Ze werd genoemd naar het kerkje van Sant’Egidio in de wijk Trastevere, waar ook nu nog het centrum van de gemeenschap is gevestigd. De gemeenschap in België werd opgericht door Hilde Kieboom, en telde in 2009 een duizendtal leden.
Liefdadige inspanningen leidden er toe dat de gemeenschap een gewaardeerde bemiddelaar werd in vredesonderhandelingen. In de late jaren 80 realiseerde de gemeenschap zich dat haar humanitaire inspanningen in het door burgeroorlog verscheurde Mozambique zonder vrede niet konden slagen. In 1990 werd de gemeenschap door zowel het regerende FRELIMO als het opstandige RENAMO geaccepteerd als bemiddelaar. Zo speelde Sant'Egidio een belangrijke rol bij de totstandkoming van het Algemeen Vredesakkoord van Rome, dat op 4 oktober 1992 werd ondertekend en een einde maakte aan de Mozambikaanse Burgeroorlog.
In Nederland bestaat de gemeenschap Sant'Egidio in Amsterdam (Mozes en Aäronkerk) en Apeldoorn (Onze Lieve Vrouwekerk). Daarnaast zijn er Sant'Egidio gebedsdiensten in Utrecht, Roosendaal, Leeuwarden en Bergen op Zoom.
In België bestaat de gemeenschap Sant'Egidio in Antwerpen (Sint-Carolus Borromeuskerk) en Brussel (Rijke Klarenkerk).

## Erkenning
- 1999: Félix Houphouët-Boigny-Vredesprijs van de UNESCO.
- 2009: Internationale Karelsprijs Aken voor historicus Andrea Riccardi, stichter en bezieler van de Gemeenschap van Sant'Egidio. Deze prijs onderscheidt jaarlijks een persoon die een uitzonderlijke bijdrage aan de opbouw van het verenigde Europa levert en wordt doorgaans toegekend aan politici. 
  - De motivatie luidt: "In tijden van een wereldwijde financiële en economische crisis toont dit eerbewijs dat voor Europa maatschappelijk engagement over de grenzen van het eigen continent van onschatbaar belang is. De inzet voor een Europa dat solidair is met de armsten van de wereld, voor de verzoening tussen volkeren, culturen en religies, voor een vreedzamer en rechtvaardiger wereld, is vandaag nog belangrijker dan vroeger."